# Beima Yang
Beima Yang är en sjö i Kina. Den ligger i provinsen Jiangsu, i den östra delen av landet, omkring 210 kilometer sydost om provinshuvudstaden Nanjing. Beima Yang ligger 2 meter över havet. Arean är 9,8 kvadratkilometer. Trakten runt Beima Yang består till största delen av jordbruksmark. Den sträcker sig 4,8 kilometer i nord-sydlig riktning, och 4,5 kilometer i öst-västlig riktning.
Genomsnittlig årsnederbörd är 1 712 millimeter. Den regnigaste månaden är juni, med i genomsnitt 277 mm nederbörd, och den torraste är november, med 65 mm nederbörd.